# Черноглазовка (Днепропетровская область)
Черноглазовка (укр. Чорноглазівка) — село, Чернявщинский сельский совет, Юрьевский район, Днепропетровская область, Украина.
Код КОАТУУ — 1225988007. Население по переписи 2001 года составляло 280 человек .

## Географическое положение
Село Черноглазовка находится на левом берегу реки Орель, выше по течению на расстоянии в 3,5 км расположено село Терны, ниже по течению на расстоянии в 1,5 км расположено село Чернявщина.